# Joseph Fabre

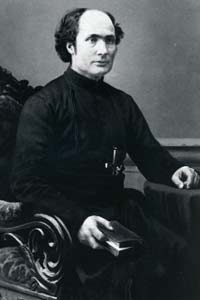
Joseph Fabre

Joseph Fabre OMI (* 24. November 1824 in Cuges; † 26. Oktober 1892 in Royaumont) war Oblate der makellosen Jungfrau Maria und von 1861 bis 1892 auch Generaloberer dieser Gemeinschaft.
Joseph Fabre wurde im Alter von 10 Jahren Vollwaise, als seine Mutter starb. Sein Vater, ein Wollkardierer, war bereits sechs Jahre zuvor verstorben. Die Vormundschaft übernahm fortan sein Onkel, damals Bürgermeister von Cuges, der ihn auf eine staatliche Schule in Marseille schickt. 
Im Oktober 1842 trat er in das Priesterseminar von Marseille ein, bevor er im Februar 1844 in Notre-Dame-de-l'Osier in das Noviziat der Oblatenmissionare eintrat. Am 29. Mai 1847 empfing er durch Eugen von Mazenod, dem damaligen Generaloberen und Gründer der Gemeinschaft und Bischof von Marseille, die Priesterweihe. 
In der Folge war er am Seminar von Marseille Professor für Moral und Dogmatik und wurde 1854 nach dem Weggang von Pater Henry Tempier dessen Leiter. Gleichzeitig setzte ihn Bischof von Mazenod als Generalvikar seiner Diözese ein. Außerdem war er in der Kongregation als Generalprokurator (seit 1850) und schließlich als Generalassistent (ab 1860) tätig. Nach dem Tod Eugen von Mazenods wurde er am 5. Dezember 1861 auf dem 10. Generalkapitel in Paris zum Generaloberen der Oblaten gewählt. Sowohl Pater Tempier als auch Joseph Hippolyte Guibert, damals noch Erzbischof von Tours, hatten zuvor darum gebeten, nicht als Generalobere vorgeschlagen zu werden.
Bereits kurz nach seinem Amtsantritt kam es zu Konflikten mit Patrice Cruice, dem neuen Erzbischof von Marseille. Dem verstorbenen Bischof wurde vorgeworfen, Diözesanbesitz mit dem der Oblaten verschmolzen zu haben. Pater Fabre regelte mit Erzbischof Cruice die strikte Trennung der Besitztümer, legte die Leitung des Priesterseminars nieder und gründete das Generalhaus in Paris.
Um den Kontakt unter den weltweit tätigen Oblaten zu verbessern, gründete Pater Fabre 1862 die Ordenszeitschrift Missions, in der Briefe und Berichte zur Tätigkeit der Kongregation veröffentlicht wurden.
Unter seiner Ägide wurde den Oblaten 1863 das Apostolische Vikariat British Columbia (ab 1890 Bistum New Westminster) übertragen. Bei der Teilung des Apostolischen Vikariats Colombo 1883 in die Vikariate Colombo und Kandy wurde den Oblaten das Vikariat Colombo (ab 1886 Erzbistum) anvertraut. Insgesamt wuchs die Ordensgemeinschaft während seiner Amtszeit als Generaloberer stark an. Hatte sie 1861 nur 393 Angehörige, waren es 1892 bereits 1339, darunter zehn Bischöfe.
Pater Joseph Fabre starb am 26. Oktober 1892 in Royaumont an den Folgen von Wundbrand. Er ist auf dem Cimetière de Montmartre begraben.